# なにわ男子と一流姉さん
『なにわ男子と一流姉さん』（なにわだんしといちりゅうねえさん）は、テレビ朝日系列で2020年10月31日から12月19日まで放送されていたバラエティ番組であり、なにわ男子の冠番組である。

## 概要
なにわ男子としては初の全国ネットによる冠番組であり、1クール限定での放送となった。
同グループのメンバーが一流の女性に密着した上で仕事を開始し、休日のお出かけ、並びに家事の様子等より「ガチの一流ポイント」を発見するといった内容である。その一方で、密着する「一流姉さん」については、自身および本番組が定めた、自らのポイントを基にした上で、同グループについても逆採点していく。
本番組終了後、次クール以降は『オシドラサタデー』として、ジャニーズ事務所所属タレントが主演の連続ドラマ枠に変更となる。なお、電子番組表やテレビ誌の番組表、新聞ラテ欄には「終」のマークが付けられていなかった。

## 出演者

### レギュラー
- なにわ男子（西畑大吾、大西流星、道枝駿佑、高橋恭平、長尾謙杜、藤原丈一郎、大橋和也）

### 一流兄さんゲスト
- フットボールアワー（2020年10月31日・11月7日）
- カズレーザー（メイプル超合金、2020年11月14日・21日）
- 小籔千豊、堀田茜（2020年11月28日・12月6日〈日〉[注 1]）
- タカアンドトシ（2020年12月12日・19日）

### 一流姉さん
- 黒柳徹子（2020年10月31日）
- 渡辺直美（2020年11月7日）
- フワちゃん（2020年11月14日）
- 清川あさみ（2020年11月21日）
- 冨永愛（2020年11月28日）
- 神崎恵（2020年12月6日〈日〉[注 1]）
- 山本千織、齋藤絵理（2020年12月12日）
- 中塚翠涛（2020年12月19日）

## スタッフ
- ナレーション：銀河万丈
- 構成：都築浩、谷口マサヒト、樅野太紀、北健一郎
- TM：福元昭彦
- TD：廣瀬義幸
- カメラ：石井豪
- VE：瀬尾将太
- 音声：福田涼平
- 照明：岩永智宏
- TK：池田真梨絵
- ヘアメイク：川口カツラ店
- 美術・デザイン：森永牧子
- 美術進行：清水基恵
- 編集：藤河優（ヌーベルアージュ）
- MA：安部結莉香（ヌーベルアージュ）
- 音効：長濵麻衣子
- 編成：新谷拓也、馬渕真太朗
- 宣伝：高橋夏子
- デスク：河野朋恵
- 衣装協力：FAIRFAX COLLECTIVE
- 美術協力：テレビ朝日クリエイト
- 技術協力：テイクシステムズ、スウィッシュ・ジャパン
- アシスタントディレクター：荒川慧介、齊藤弘晃
- AP：森美沙
- ディレクター：塩沢駿介
- プロデューサー：山内智未、杉原亮一、岩下英雅
- 演出・プロデューサー：芦田太郎
- ゼネラルプロデューサー：荒井祥之
- 制作著作：テレビ朝日

## ネット局
| 放送対象地域   | 放送局                       | 系列           | 放送日時            | ネット状況 |
| -------------- | ---------------------------- | -------------- | ------------------- | ---------- |
| 関東広域圏     | テレビ朝日（EX）             | テレビ朝日系列 | 土曜 23:30 - 翌0:00 | 制作局     |
| 北海道         | 北海道テレビ（HTB）          | テレビ朝日系列 | 土曜 23:30 - 翌0:00 | 同時ネット |
| 青森県         | 青森朝日放送（ABA）          | テレビ朝日系列 | 土曜 23:30 - 翌0:00 | 同時ネット |
| 岩手県         | 岩手朝日テレビ（IAT）        | テレビ朝日系列 | 土曜 23:30 - 翌0:00 | 同時ネット |
| 宮城県         | 東日本放送（KHB）            | テレビ朝日系列 | 土曜 23:30 - 翌0:00 | 同時ネット |
| 秋田県         | 秋田朝日放送（AAB）          | テレビ朝日系列 | 土曜 23:30 - 翌0:00 | 同時ネット |
| 山形県         | 山形テレビ（YTS）            | テレビ朝日系列 | 土曜 23:30 - 翌0:00 | 同時ネット |
| 福島県         | 福島放送（KFB）              | テレビ朝日系列 | 土曜 23:30 - 翌0:00 | 同時ネット |
| 長野県         | 長野朝日放送（abn）          | テレビ朝日系列 | 土曜 23:30 - 翌0:00 | 同時ネット |
| 新潟県         | 新潟テレビ21（UX）           | テレビ朝日系列 | 土曜 23:30 - 翌0:00 | 同時ネット |
| 静岡県         | 静岡朝日テレビ（SATV）       | テレビ朝日系列 | 土曜 23:30 - 翌0:00 | 同時ネット |
| 石川県         | 北陸朝日放送（HAB）          | テレビ朝日系列 | 土曜 23:30 - 翌0:00 | 同時ネット |
| 中京広域圏     | 名古屋テレビ（メ～テレ/NBN） | テレビ朝日系列 | 土曜 23:30 - 翌0:00 | 同時ネット |
| 近畿広域圏     | 朝日放送テレビ（ABC TV）     | テレビ朝日系列 | 土曜 23:30 - 翌0:00 | 同時ネット |
| 広島県         | 広島ホームテレビ（HOME）     | テレビ朝日系列 | 土曜 23:30 - 翌0:00 | 同時ネット |
| 山口県         | 山口朝日放送（yab）          | テレビ朝日系列 | 土曜 23:30 - 翌0:00 | 同時ネット |
| 香川県・岡山県 | 瀬戸内海放送（KSB）          | テレビ朝日系列 | 土曜 23:30 - 翌0:00 | 同時ネット |
| 愛媛県         | 愛媛朝日テレビ（eat）        | テレビ朝日系列 | 土曜 23:30 - 翌0:00 | 同時ネット |
| 福岡県         | 九州朝日放送（KBC）          | テレビ朝日系列 | 土曜 23:30 - 翌0:00 | 同時ネット |
| 長崎県         | 長崎文化放送（ncc）          | テレビ朝日系列 | 土曜 23:30 - 翌0:00 | 同時ネット |
| 熊本県         | 熊本朝日放送（KAB）          | テレビ朝日系列 | 土曜 23:30 - 翌0:00 | 同時ネット |
| 大分県         | 大分朝日放送（OAB）          | テレビ朝日系列 | 土曜 23:30 - 翌0:00 | 同時ネット |
| 鹿児島県       | 鹿児島放送（KKB）            | テレビ朝日系列 | 土曜 23:30 - 翌0:00 | 同時ネット |
| 沖縄県         | 琉球朝日放送（QAB）          | テレビ朝日系列 | 土曜 23:30 - 翌0:00 | 同時ネット |